# 宇宙 (俳優)
宇宙（たかおき、1986年2月4日 - ）は、日本の俳優。静岡県出身。劇団青年座所属。身長176cm。体重65kg。血液型はA型。

## 出演

### テレビドラマ
- 相棒 season11 第18話「BIRTHDAY」（2013年3月13日） - 吉井啓太 役

### 舞台
- 赤シャツ（2008年） - うらなり 役
- ジョバンニの父への旅（2008年）
- 3 on 3 〜喫茶店で起こる3つの物語（2008年）
- ねずみ男（2008年） - 矢崎孝一 役
- クラウド9（2011年）
- 父が燃える日（2011年）
- 欲望という名の電車（2011年） - 集金人の青年 役
- 雪やこんこん（2012年）